# Edward Coxen
Edward Coxen, (Albert Edward "Ed" Coxen) (Southwark, 8 agosto 1880 – Hollywood, 21 novembre 1954), è stato un attore britannico naturalizzato statunitense.

## Filmografia parziale

### Attore
- The Beauty Parlor of Stone Gulch, regia di Pat Hartigan – cortometraggio (1912)
- Paying the Board Bill, regia di Pat Hartigan – cortometraggio (1912)
- I Saw Him First, regia di Pat Hartigan – cortometraggio (1912)
- Ashes of Three, regia di Allan Dwan – cortometraggio (1913)
- Where the Road Forks, regia di Thomas Ricketts – cortometraggio (1913)
- Fate's Round-Up,  regia di Thomas Ricketts – cortometraggio (1913)
- The Shriner's Daughter, regia di Thomas Ricketts – cortometraggio (1913)
- The Return of Helen Redmond, regia di Thomas Ricketts – cortometraggio (1914)
- Calamity Anne in Society, regia di Thomas Ricketts – cortometraggio (1914)
- The Hermit, regia di Thomas Ricketts – cortometraggio (1914)
- The Lost Treasure, regia di Thomas Ricketts – cortometraggio (1914)
- The Dream Child, regia di Thomas Ricketts – cortometraggio (1914)
- The Carbon Copy, regia di Thomas Ricketts – cortometraggio (1914)
- Like Father, Like Son, regia di Thomas Ricketts – cortometraggio (1914)
- The Smouldering Spark, regia di William Desmond Taylor – cortometraggio (1914)
- In the Moonlight, regia di Thomas Ricketts – cortometraggio (1914)
- A Soul Astray, regia di William Desmond Taylor – cortometraggio (1914)
- In the Footprints of Mozart, regia di Thomas Ricketts – cortometraggio (1914)
- The Lure of the Sawdust, regia di Thomas Ricketts – cortometraggio (1914)
- At the End of a Perfect Day, regia di Thomas Ricketts – cortometraggio (1914)
- The Widow, regia di Thomas Ricketts – cortometraggio (1914)
- The Butterfly, regia di Thomas Ricketts – cortometraggio (1914)
- This Is th' Life, regia di Henry Otto – cortometraggio (1914)
- Lodging for the Night, regia di Thomas Ricketts – cortometraggio (1914)
- The Wrong Birds – cortometraggio (1914)
- The Redemption of a Pal, regia di Henry Otto (1914)
- The Mirror, regia di Henry Otto – cortometraggio (1914)
- The Redemption of a Pal, regia di Henry Otto – cortometraggio (1914)
- Down by the Sea, regia di Thomas Ricketts – cortometraggio (1914)
- Daylight, regia di Thomas Ricketts – cortometraggio (1914)
- The Final Impulse, regia di Thomas Ricketts – cortometraggio (1914)
- The Ruin of Manley, regia di Thomas Ricketts – cortometraggio (1914)
- A Slice of Life, regia di Thomas Ricketts e William Desmond Taylor – cortometraggio (1914)
- The Stolen Masterpiece, regia di Thomas Ricketts – cortometraggio (1914)
- The Beggar Child, regia di William Desmond Taylor – cortometraggio (1914)
- The Legend Beautiful, regia di Thomas Ricketts – cortometraggio (1915)
- The Alarm of Angelon, regia di Henry Otto – cortometraggio (1915)
- Restitution, regia di Henry Otto – cortometraggio (1915)
- The Crucifixion of Al Brady, regia di Henry Otto – cortometraggio (1915)
- Silence, regia di Henry Otto – cortometraggio (1915)
- Imitations, regia di Henry Otto – cortometraggio (1915)
- Justified, regia di Henry Otto – cortometraggio (1915)
- The Problem, regia di Harry A. Pollard – cortometraggio (1915)
- The Castle Ranch, regia di Henry Otto – cortometraggio (1915)
- The Guiding Light, regia di Henry Otto – cortometraggio (1915)
- The Voice of Love, regia di Rae Berger (1916)
- Repaid, regia di Thomas Ricketts – cortometraggio (1916)
- Beware of Strangers, regia di Colin Campbell (1917)
- Who Shall Take My Life?, regia di Colin Campbell (1917)
- A Man's Man, regia di Oscar Apfel (1918)
- Go West, Young Man, regia di Harry Beaumont (1918)
- Quicksand, regia di Victor Schertzinger (1918)
- More Deadly Than the Male, regia di Robert G. Vignola (1919)
- In Old Kentucky, regia di Marshall Neilan (1919)
- Piste disperate (Desperate Trails), regia di Jack Ford (1921)
- Flashing Spurs, regia di B. Reeves Eason (1924)
- The Test of Donald Norton, regia di B. Reeves Eason (1926)
- The Man in the Shadow, regia di David Hartford (1926)
- The Spoilers, regia di Edwin Carewe (1930)
- Ragazza selvaggia (Wild Girl), regia di Raoul Walsh (1932)

### Regista
- Through the Neighbor's Window – cortometraggio (1913)

## Galleria d'immagini

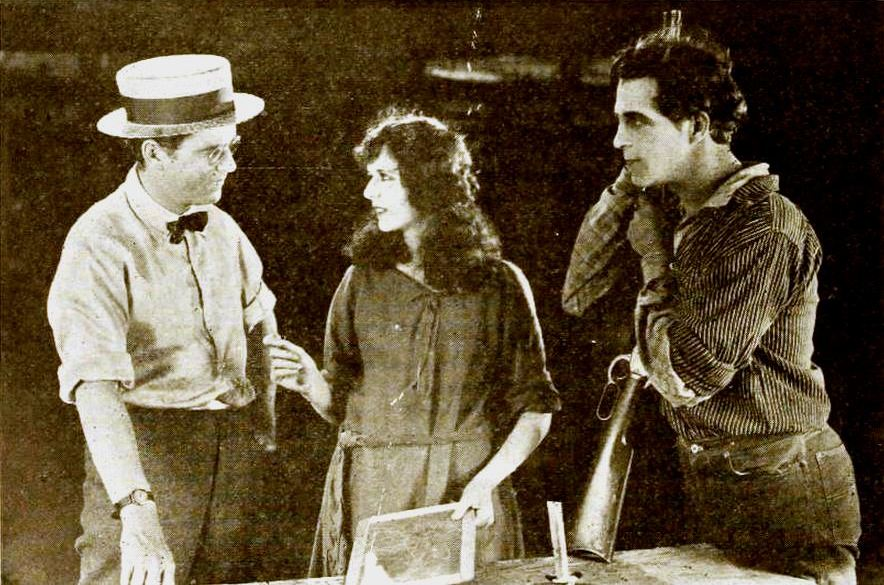
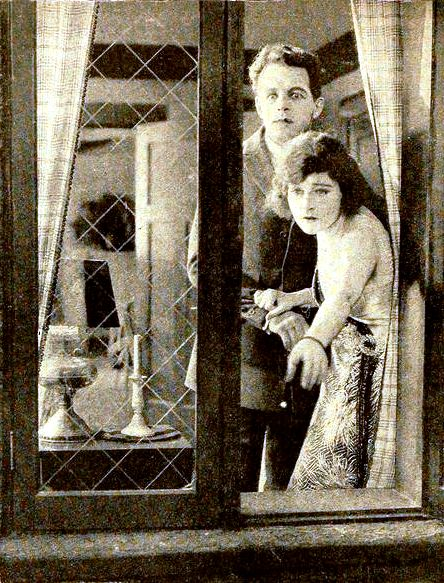
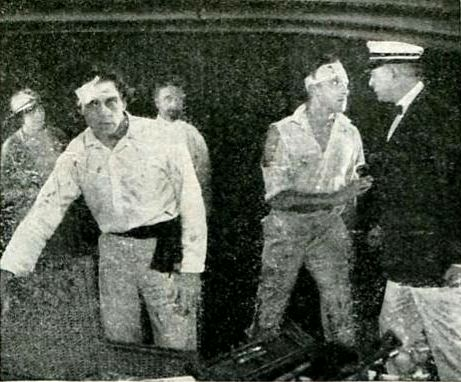